# Centralprovinsen (Zambia)
Centralprovinsen  er en af Zambias ti provinser. Provinshovedstaden er Kabwe, og provinsen har et areal på 94.394 km². Den grænser op til otte andre provinser og har elleve distrikter. Det samlede skovareal i provinsen er 9.955,66 km², og det har en nationalpark og tre vildtreservater. Den første mine i regionen blev åbnet i 1905, hvilket gjorde den daværende by, Broken Hill, til den første mineby. I 1966 blev byens navn vendt tilbage til dets oprindelige navn - Kabwe (Kabwe-Ka Mukuba), der betyder 'malm' eller 'smeltning'.
I 2022 havde Centralprovinsen en befolkning på 2.252.483, hvilket udgør 11,5 % af den samlede zambiske befolkning. Læsefærdighedsraten var på 70,90 % mod et landsgennemsnit på 70,2 % i 2010. Bemba var det mest talte sprog med 31,80 %, der talte det, og Lala var flertalsklanen i provinsen, der omfattede 20,3 % af befolkningen i 2010. Central Province indeholder 20,64% af det samlede areal af dyrket jord i Zambia og bidrager med 23,85% af det samlede areal. landbrugsproduktion i landet, hvor hvede var den vigtigste afgrøde i 2010.
Ikubi Lya Loongo-festivalen i juli og Ichibwela Mushi-festivalen i september er de største festivaler, der fejres i provinsen. Kafue nationalpark, landets største, er delt med Southern og North-Western provinserne. Andre naturområder omfatter Blue Lagoon nationalpark, Kasanka nationalpark, Bangweulusumpene, South Luangwa nationalpark, Lunsemfwa og Lukusashi floddale og Lukangasumpen.

## Historie
Centralprovinsen betragtes som fødestedet for den nationale bevægelse i Zambia. United National Independence Party (UNIP) blev grundlagt i Kabwe af Kenneth Kaunda, som senere blev den første præsident for Zambia og forblev i embedet fra 1964 til 1991. Kabwe er provinshovedstad og hjemsted for Mulungushi Rock of Authority. Dette er et historisk sted, en isoleret bakke med flad top, hvor UNIP mødtes for første gang i 1960, uden for koloniadministrationens opmærksomhed. Den bruges stadig til politiske forsamlinger, men friluftsmøderne er blevet erstattet af et konferencecenter bygget i nærheden ved Mulungushi Universitet. Mulungushifloden har lagt navn navn til mange historiske politikker, bygninger og organisationer. Mulungushi-erklæringen fra 1968 proklamerede landet som en socialistisk nation. Mulungushi Hall i hovedstaden er mødestedet for de fleste internationale konventioner.